# Autorité des normes comptables
Pour les articles homonymes, voir ANC.
L'Autorité des normes comptables est le principal organisme de normalisation comptable en France depuis le 1er janvier 2010. Elle est créée par l'ordonnance no 2009-79 du 22 janvier 2009. Il regroupe les compétences antérieurement à sa création entre le Conseil national de la comptabilité et le Comité de la réglementation comptable.

## Création
L'autorité des normes comptables résulte de l’ordonnance no 2009-79 du 22 janvier 2009 et du décret no 2010-56 du 15 janvier 2010 relatif à l'Autorité des normes comptables. Son but est de simplifier le dispositif d’adoption de la réglementation comptable nationale qui existait auparavant et qui comptait deux intervenants, le Conseil national de la comptabilité (CNC) qui émettait des avis et recommandations sur les projets de règlements comptables, et le Comité de la réglementation comptable (CRC), institué par la loi du 6 avril 1998 portant sur la réglementation comptable et qui était doté d'un pouvoir réglementaire.

## Missions
L'ANC établit sous forme de règlements les prescriptions comptables, générales et sectorielles que doivent respecter les personnes physiques ou morales soumises à l'obligation légale d'établir des documents comptables conformes aux normes de la comptabilité privée.
L'ANC donne un avis sur toute disposition législative ou réglementaire contenant des mesures de nature comptable.
L'ANC  émet, de sa propre initiative ou à la demande du ministre chargé de l'économie, des avis et prises de position dans le cadre de la procédure d'élaboration des normes comptables internationales, en l'occurrence les normes IFRS.
L'ANC veille à la coordination et à la synthèse des travaux théoriques et méthodologiques conduits en matière comptable.

## Composition et fonctionnement
L'Autorité des normes comptables comprend un collège, des commissions spécialisées et un comité consultatif. Elle peut également créer des groupes de travail à l'initiative des commissions.
Le collège est composé de seize membres qui sont soit magistrats, soit spécialistes du domaine comptable.